# Аријена
Аријена је измишљени лик из романа Силмарилион и Господар прстенова, чувеног енглеског писца Џ. Р. Р. Толкина.
Сјајна Аријена била је Маја, девичански дух ватре, која је некада служила Вану у вртовима Валинора. Међутим, после уништења Дрвећа Светлости, Аријени је дат једини преостали плод Лаурелина и она га је, у барци коју је исковао Ауле Ковач, носила преко небеса. Као чуварка и заштитница Сунца, Аријена је најомиљенија од свих духова Мајара међу смртним Људима.